# Heinrich Seitz von Treffen

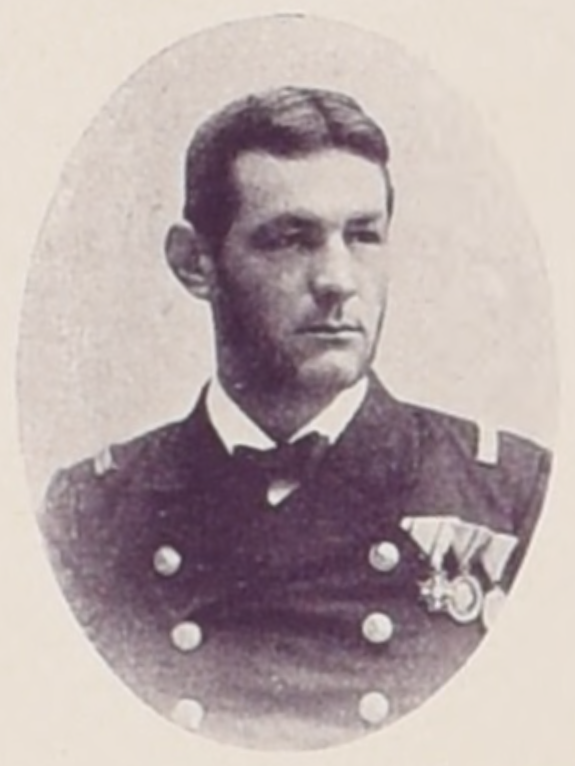
Linienschiffskapitän Heinrich Seitz von Treffen (1908)

Heinrich Seitz-Treffen (* 15. Mai 1870 in Cilli; † 16. Mai 1940 in Graz) war ein Konteradmiral der österreichisch-ungarischen Marine. Bis 1901 trug er als Slowene den Namen Sajiz, ab 1901 Seitz-Treffen.

## Leben und Wirken
Im Jahre 1888 trat er in die k.u.k. Kriegsmarine ein und nahm ein Studium an der Marineakademie in Fiume (Rijeka) auf. Im Jahre 1898 wurde er Linienschiffsleutnant erster Klasse. Im Rahmen dieser Funktion nahm er 1900/01 an der Expedition zur Niederwerfung des Boxeraufstandes in China teil. Es folgten weitere Karrierestationen: Von 1903 bis 1904 leistete er Dienst im Marine-Evidenzbüro. Danach folgten einige seemännische Verwendungen. 1909 wurde er zum Korvettenkapitän und 1912 zum Fregattenkapitän befördert. Es folgte die Verwendung als Kommandant auf dem Torpedo-Schulschiff Alpha im Jahre 1913. Heinrich Seitz von Treffen wurde 1914 zum Linienschiffskapitän befördert und kommandierte den Rapidkreuzer Helgoland. Gleichzeitig war er Kommandant der I. Torpedoflottille in Sebenico (Šibenik). 1915 wurde er bekannt durch den Versuch der Durchbrechung der Sperre von Otranto. 1917 wurde er Kommandant des Linienschiffes Wien. Es folgten ab Februar 1918 weitere Positionen. So wurde er Kommandant der I. schweren Schiffsdivision und in Doppelfunktion auch Kommandant des k.u.k. Schlachtschiffes Szent István. Kurz darauf wurde er zum Stellvertreter von Admiral Miklós Horthy ernannt. Seitz-Treffen wurde 1918 zum Konteradmiral befördert.
Nach dem Ende des Ersten Weltkrieges und der Auflösung der k.u.k. Flotte studierte er von 1921 bis 1923 Rechtswissenschaften an der Universität Graz und schloss 1924 das Studium mit der Promotion zum Dr. jur. ab.
Am 26. Mai 1927 trat Seitz-Treffen der NSDAP bei (Mitgliedsnummer 83.610) und war ab 1928 Mitglied der Gauleitung Steiermark. Von 1931 bis 1933 war er NSDAP-Gaurichter und kurzzeitig stellvertretender Gauleiter.
Seitz-Treffen starb einen Tag nach seinem 70. Geburtstag im Landeskrankenhaus Graz. Er wurde auf dem St.-Leonhard-Friedhof im Beisein von Tobias Portschy (1905–1996), stellvertretender Gauleiter der Steiermark, sowie Gauhauptmann Armin Dadieu (1901–1978) beigesetzt.